# Concerto pour piano no 8 de Mozart
Lützow
Pour les articles homonymes, voir Concerto pour piano (homonymie).
Le Concerto pour piano no 8 en ut majeur K.246 "Lützow" est un concerto pour piano et orchestre de Mozart. Il est composé en avril 1776 sur une commande de la comtesse Maria Antonia Josefa Czernin von Chudenitz (1750-1801), seconde épouse du général Johann Nepomuk Gottfried Lützow (1742–1822), commandant de la citadelle de Salzbourg. Il comporte trois mouvements. Le travail de soliste n'est pas très exigeant, mais il nécessite de l'agilité. Trois cadences différentes ont survécu de difficulté variable pour des artistes de niveau étudiant à professionnel.

## Instrumentation
| Instrumentation du concerto pour piano no 8                          |
| Soliste                                                              |
| piano                                                                |
| Cordes                                                               |
| premiers violons, seconds violons, altos, violoncelles, contrebasses |
| Bois                                                                 |
| 2 hautbois                                                           |
| Cuivres                                                              |
| 2 cors en ut (en fa dans l'Andante)                                  |

## Structure
Le concerto comprend 3 mouvements :
1. Allegro aperto, en ut majeur, à , cadence à la mesure 195, 203 mesures
2. Andante, en fa majeur, à 
, cadence à la mesure 126, 133 mesures

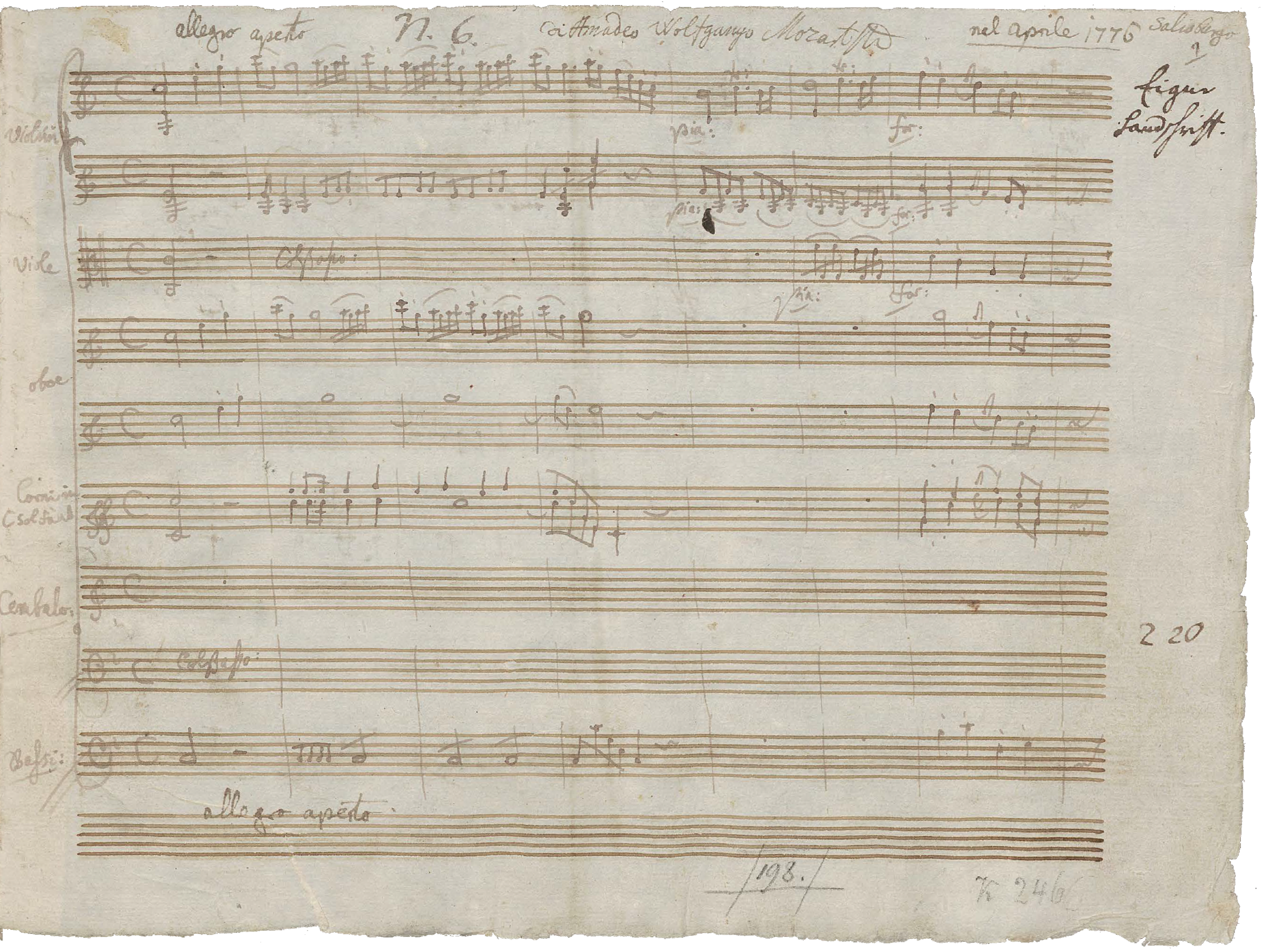
Manuscrit autographe, concerto pour piano K 246

3. Manuscrit autographe, concerto pour piano K 246Finale - tempo di minuetto, en ut majeur, à 
, 303 mesures

Durée : environ 25 minutes